# Thailand op de Olympische Winterspelen 2018
Thailand was een van de deelnemende landen aan de Olympische Winterspelen 2018 in Pyeongchang, Zuid-Korea.
Bij de vierde deelname van het land aan de Winterspelen werd voor de derde keer deelgenomen in het langlaufen en voor de tweede opeenvolgende keer in het alpineskiën. Van de vier debuterende  deelnemers, waaronder broer en zus Chanloung, was Mark Chanloung de vlaggendrager bij de openingsceremonie.

## Deelnemers en resultaten
(m) = mannen, (v) = vrouwen 

### Alpineskiën
| Olympiër                 | Onderdeel        | Resultaat | Prestatie              |
| ------------------------ | ---------------- | --------- | ---------------------- |
| Nicola Zanon             | reuzenslalom (m) | DNF-1     | 1e run: niet gefinisht |
|                          |                  |           |                        |
| Alexia Arisarah Schenkel | reuzenslalom (v) | DNF-1     | 1e run: niet gefinisht |
| Alexia Arisarah Schenkel | slalom (v)       | DNF-1     | 1e run: niet gefinisht |

### Langlaufen
| Olympiër        | Onderdeel             | Resultaat | Prestatie                      |
| --------------- | --------------------- | --------- | ------------------------------ |
| Mark Chanloung  | sprint (m)            | 57e       | kwalificatie: 3.26,12 (+17,58) |
| Mark Chanloung  | 15 km vrije stijl (m) | 79e       | 38.40,8 (+4.56,9)              |
|                 |                       |           |                                |
| Karen Chanloung | 10 km vrije stijl (v) | 82e       | 32.30,2 (+7.29,7)              |